# Шамурадов, Максатмурат
Максатмурад Шамурадов (туркм. Maksatmyrat Şamyradow; 6 мая 1984) — туркменский футболист, вратарь, ныне тренер вратарей в футбольном клубе «Алтын Асыр». Имеет опыт выступлений за сборную Туркменистана.

## Карьера
Максатмурат Шамурадов начинал карьеру в ашхабадской «Нисе», после выступал за МТТУ и «Копетдаг».
В 2007—2009 года был игроком столичного «Ашхабада». Защищал ворота клуба «Ашхабада» на Кубке Содружества в 2008 и 2009 годах.
В 2009 году перешёл в иранский «Нафт» из Тегерана. В 2010—2012 годах выступал за иранский «Гохар».
С 2013 года игрок узбекского «Алмалыка».

## Сборная Туркменистана
Дебютировал за национальную сборную Туркменистана 3 августа 2008 года на Кубке вызова в матче против Индии (1:2). Всего за сборную принял участие в 4 матчах.

## Карьера тренера
С 2015 года вошёл в тренерский штаб «Алтын Асыра» в качестве тренера вратарей.